# Greycliff Prairie Dog Town State Park
Der Greycliff Prairie Dog Town State Park, auch Greycliff Prairie Dog Town State Monument dient dem Schutz einer Präriehund-Stadt. Der 40 ha große State Park befindet sich im Sweet Grass County des US-Bundesstaates Montana bei Big Timber zwischen Bozeman und Billings. Er ist über die I-90 Exit Greycliff erreichbar, die auch direkt auf der Nordostseite am Schutzgebiet entlangführt. 
Die Einrichtung beschränkt sich auf Parkplätze, Picknickplätze und Infotafeln über die Lebensweise und die Bedeutung der Präriehunde im Ökosystem Prärie. Von dort kann eine Kolonie der Schwarzschwanz-Präriehunde beobachtet werden, wie sie bereits 1804 an anderer Stelle von Lewis und Clark bei ihrer Lewis-und-Clark-Expedition beschrieben wurde.